# خطوط تام الجوية الرحلة 3054
خطوط تام الجوية الرحلة 3054 (أيضا حادث طائرة ساو باولو) طائرة إيرباص إيه 320-233 كانت تحمل علي متنها 181 راكبا و6 من أفراد الطاقم وكانت متوجهة من بورتو أليغري إلي ساو باولو في 17 يوليو 2007 وتسبب الأصطدام بمقتل 199 شخصا (من بينهم 12 شخصا علي الأرض) وكانت أسوء حادثة في البرازيل بعد طيران جول ترانسبورتيس الرحلة 1907 عام 2006 وكانت أسوء حادثة للطائرة قبل متروجت الرحلة 9268 عام 2015.

## حوادث مماثلة

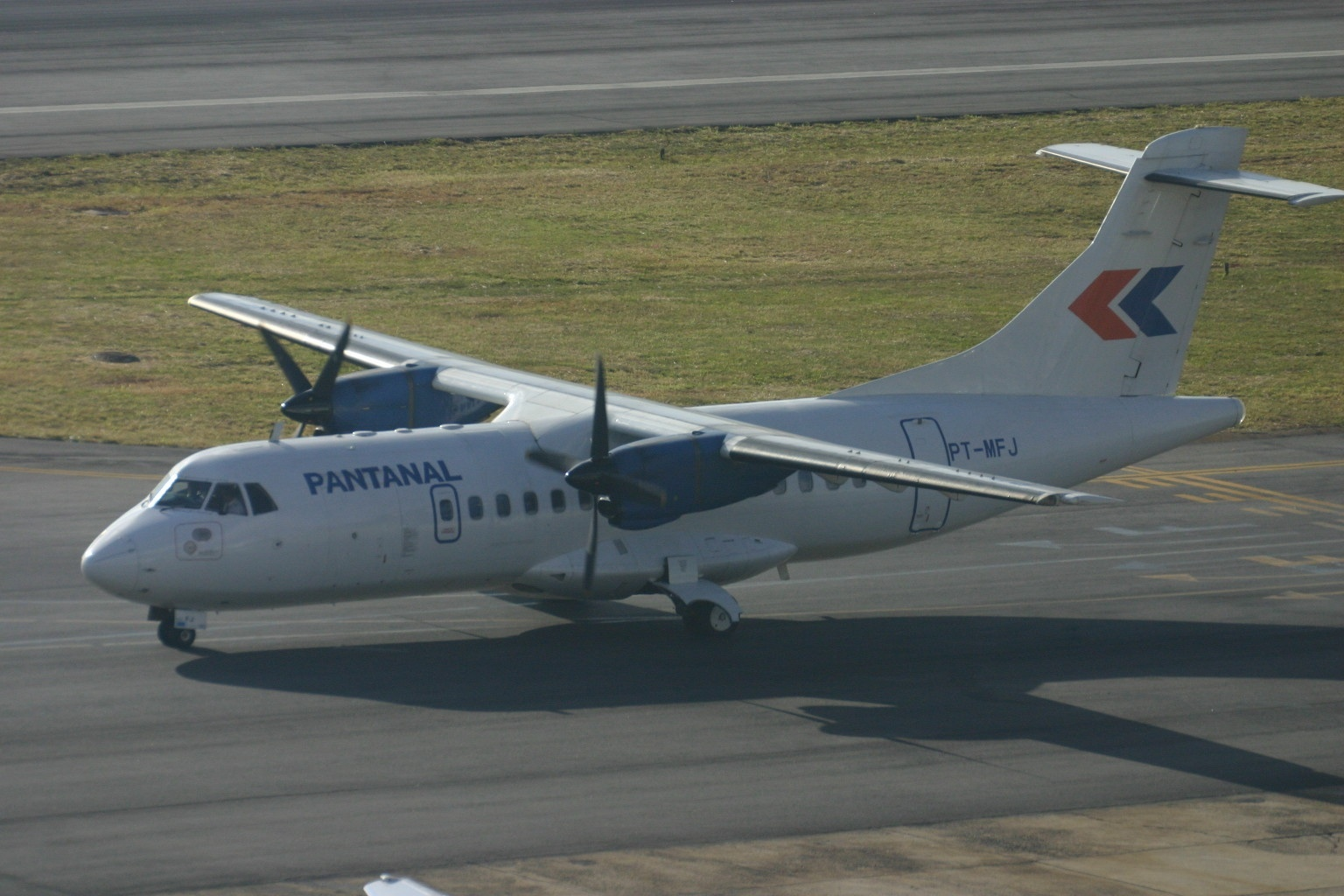
الطائرة المنكوبة نفسها في مطار كونجونهاس الدولي في 15 يونيو 2002

- قبل يوم واحد من الحادثة في 16 يوليو 2007:طائرة إيه تي آر 42-300 التابعة لشركة بانتانال لانهاس إيرياس الرحلة 4763 (رقم التسجيل :PT-MFK) كانت تحمل علي متنها 21 راكبا و4 من أفراد الطاقم من مطار باورو بمدينة باورو بدولة البرازيل إلي مطار كونجونهاس الدولي بمدينة ساو باولو وبعد الهبوط علي المدرج 17R لم تتوقف الطائرة وتزحلقت علي المدرج والعجلات الأمامية تحطمت ونجا جميع الركاب والطاقم البالغ عددهم 25 شخصا ولم يمت أحد علي متن الأرض وخرجت عن الخدمة في 16 نوفمبر 2009 بعد عامين من الحادثة.

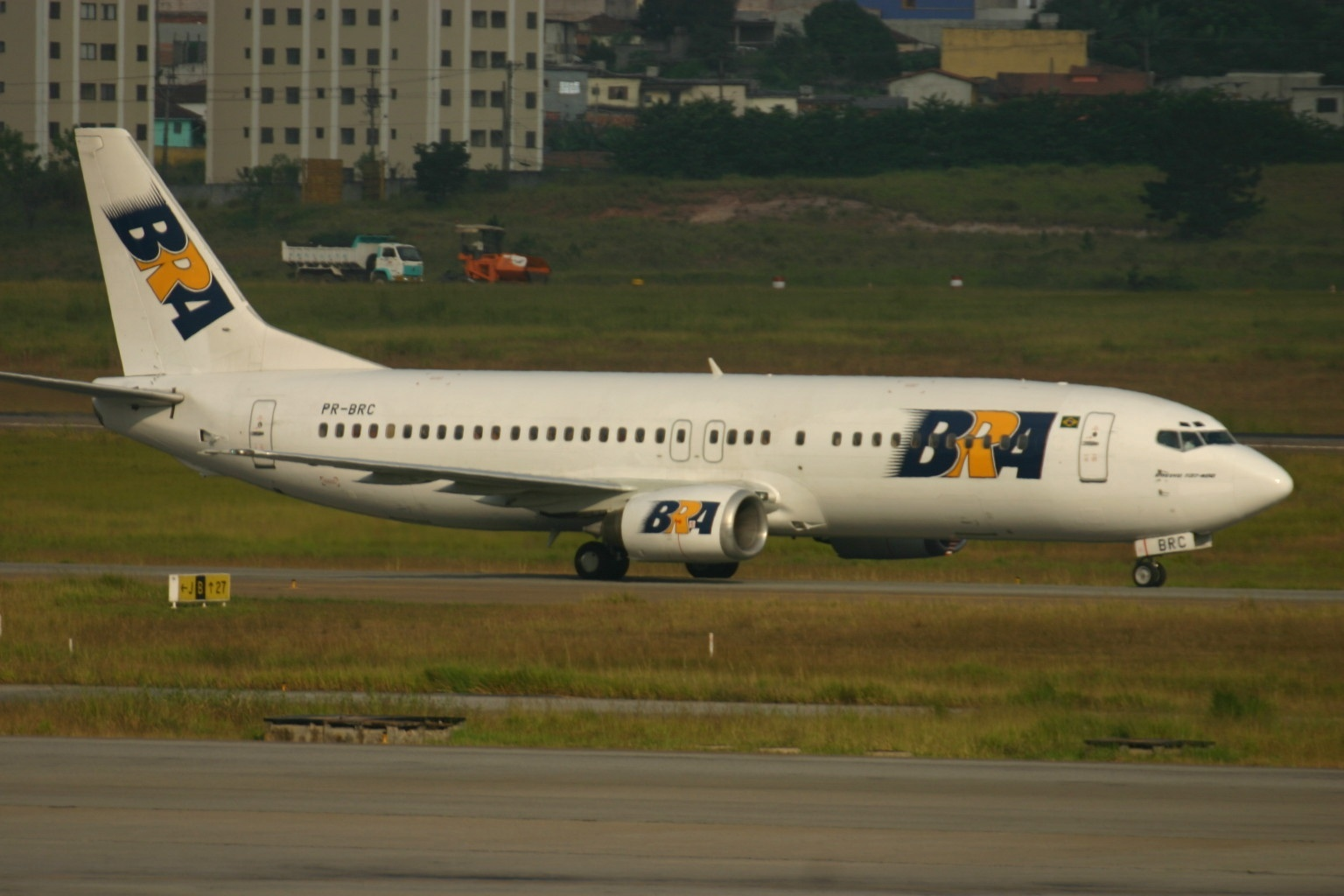
الطائرة المنكوبة نفسها في مطار كونجونهاس الدولي في 16 يونيو 2012

- قبل سنة واحدة و3 أشهر و26 يوما من الحادثة في 22 مارس 2006:طائرة بوينغ 737-46B التابعة لطيران النقل البرازيلي الرحلة 373 (رقم التسجيل :PR-BRC) كانت تحمل علي متنها 115 راكبا و6 من أفراد الطاقم من مطار سالغادو فيلهو الدولي بمدينة بورتو أليغري إلي مطار كونجونهاس الدولي بمدينة ساو باولو وبعد الهبوط علي المدرج 35L لم تتوقف الطائرة وتوقفت الطائرة علي بعد 20 مترآ من نهاية المدرج وتوقفت قبل 3 أمتار من نهاية الطرف الأيسر للمدرج ونجا جميع الركاب والطاقم البالغ عددهم 121 شخصا بدون إذي.